# 豫章郡君
豫章郡君，荀姓，名失傳（3世纪？—335年），燕国人，晋明帝司马绍的母亲。

## 生平
荀氏為晋元帝司马睿为琅琊王时代的宮妾，初得宠幸，在299年和301年生了两个儿子晋明帝司马绍、琅邪王司马裒，因此被嫡妻虞孟母所嫉妒。荀氏认为自己位卑，每怀怨望，结果被司马睿赶出了王府，后来嫁给了百姓马某。司马睿即位后没有再召回她，但儿子们经常去探望。
明帝即位，封母亲为建安君，别立第宅。太宁元年（323年），马某去世，明帝将母亲迎还台城之内，供奉隆厚。晋成帝继位，孝养尊重祖母相当于皇太后。咸康元年（335年）薨逝。晋成帝下诏：“朕少遭悯凶，慈训无禀，抚育之勤，建安君之仁也。一旦薨殂，实思报复，永惟平昔，感痛哀摧。其赠豫章郡君，别立庙于京都。”

## 學術考證
因王敦曾称其子晋明帝司马绍为：「黄鬚鲜卑奴」，黃鬚為西部鮮卑人常有特徵，陳寅恪認為其母荀氏出身燕代，此地多有鮮卑人，晉明帝可能因此有鮮卑血統。

## 延伸阅读
[在维基数据编辑]
 《晉書/卷032》，出自房玄齡《晉書》